# Emilio Sakraya/Diskografie
Diese Diskografie ist eine Übersicht über die musikalischen Werke des deutschen Popsängers Emilio Sakraya. Seine erfolgreichste Veröffentlichung ist die Single Ausmacht mit über 220.000 verkauften Einheiten.

## Alben

### Studioalben
| Jahr | Titel Musiklabel               | Höchstplatzierung, Gesamtwochen, AuszeichnungChartplatzierungen (Jahr, Titel, Musiklabel, Platzierungen, Wochen, Auszeichnungen, Anmerkungen) | Höchstplatzierung, Gesamtwochen, AuszeichnungChartplatzierungen (Jahr, Titel, Musiklabel, Platzierungen, Wochen, Auszeichnungen, Anmerkungen) | Höchstplatzierung, Gesamtwochen, AuszeichnungChartplatzierungen (Jahr, Titel, Musiklabel, Platzierungen, Wochen, Auszeichnungen, Anmerkungen) | Anmerkungen                              |
| Jahr | Titel Musiklabel               | DE | AT | CH | Anmerkungen                              |
| ---- | ------------------------------ | --- | --- | --- | ---------------------------------------- |
| 2020 | Roter Sand Jive Records (Sony) | DE40 (1 Wo.)DE | AT47 (1 Wo.)AT | CH86 (1 Wo.)CH | Erstveröffentlichung: 18. September 2020 |
| 2022 | 1996 Jive Records (Sony)       | DE19 (2 Wo.)DE | AT17 (2 Wo.)AT | CH32 (2 Wo.)CH | Erstveröffentlichung: 1. Juli 2022       |
| 2024 | Blessings Jive Records (Sony)  | DE8 (2 Wo.)DE | AT15 (1 Wo.)AT | CH50 (1 Wo.)CH | Erstveröffentlichung: 19. April 2024     |

## Singles
| Jahr | Titel Album                | Höchstplatzierung, Gesamtwochen, AuszeichnungChartplatzierungen (Jahr, Titel, Album, Platzierungen, Wochen, Auszeichnungen, Anmerkungen) | Höchstplatzierung, Gesamtwochen, AuszeichnungChartplatzierungen (Jahr, Titel, Album, Platzierungen, Wochen, Auszeichnungen, Anmerkungen) | Höchstplatzierung, Gesamtwochen, AuszeichnungChartplatzierungen (Jahr, Titel, Album, Platzierungen, Wochen, Auszeichnungen, Anmerkungen) | Anmerkungen                                            |
| Jahr | Titel Album                | DE | AT | CH | Anmerkungen                                            |
| ---- | -------------------------- | --- | --- | --- | ------------------------------------------------------ |
| 2016 | Down by the Lake –         | — | — | — | Erstveröffentlichung: 29. April 2016                   |
| 2019 | Bisschen allein Roter Sand | — | — | — | Erstveröffentlichung: 1. März 2019                     |
| 2019 | Drauf bist –               | — | — | — | Erstveröffentlichung: 26. April 2019                   |
| 2019 | Berlin an der Spree –      | — | — | — | Erstveröffentlichung: 24. Mai 2019                     |
| 2019 | Wenn die Welt untergeht –  | — | — | — | Erstveröffentlichung: 13. September 2019               |
| 2019 | Hast du Zeit –             | — | — | — | Erstveröffentlichung: 22. November 2019                |
| 2019 | Miley Cyrus –              | — | — | — | Erstveröffentlichung: 13. Dezember 2019                |
| 2020 | Alle Zeit der Welt –       | — | — | — | Erstveröffentlichung: 24. Januar 2020                  |
| 2020 | Sage Roter Sand            | — | — | — | Erstveröffentlichung: 3. April 2020                    |
| 2020 | Roter Sand                 | — | — | — | Erstveröffentlichung: 17. April 2020                   |
| 2020 | Raus Roter Sand            | — | — | — | Erstveröffentlichung: 5. Juni 2020                     |
| 2020 | Find ich Dich Roter Sand   | — | — | — | Erstveröffentlichung: 10. Juli 2020                    |
| 2020 | Touché Roter Sand          | — | — | — | Erstveröffentlichung: 28. August 2020                  |
| 2020 | Panik Roter Sand           | — | — | — | Erstveröffentlichung: 17. September 2020               |
| 2020 | Kartons & Fragen –         | — | — | — | Erstveröffentlichung: 4. Dezember 2020                 |
| 2021 | Winter 1996                | — | — | — | Erstveröffentlichung: 19. November 2021                |
| 2021 | Danke 1996                 | — | — | — | Erstveröffentlichung: 10. Dezember 2021                |
| 2022 | Lang nicht vorbei 1996     | — | — | — | Erstveröffentlichung: 25. März 2022                    |
| 2022 | Warum 1996                 | — | — | — | Erstveröffentlichung: 29. April 2022                   |
| 2022 | Ausmacht 1996              | DE5 Gold · (17 Wo.)DE | AT5 Gold · (11 Wo.)AT | CH7 Gold · (8 Wo.)CH | Erstveröffentlichung: 3. Juni 2022 Verkäufe: + 225.000 |
| 2023 | Regen Blessings            | — | — | — | Erstveröffentlichung: 17. November 2023                |
| 2023 | Cacio e Pepe Blessings     | — | — | — | Erstveröffentlichung: 22. Dezember 2023                |
| 2024 | Niemand Blessings          | — | — | — | Erstveröffentlichung: 9. Februar 2024                  |
| 2024 | Strawberry Eyes Blessings  | DE100 (1 Wo.)DE | — | — | Erstveröffentlichung: 15. März 2024                    |

## Musikvideos
| Jahr | Titel                   | Regisseur(e)                |
| ---- | ----------------------- | --------------------------- |
| 2016 | Down by the Lake        |                             |
| 2019 | Bisschen allein         | Ramon Rigoni                |
| 2019 | Drauf bist              | Anuk Rohde                  |
| 2019 | Berlin an der Spree     | Anuk Rohde                  |
| 2019 | Wenn die Welt untergeht | Francisco Gonzalez Sendino  |
| 2019 | Hast du Zeit            | Emilio Sakraya, Xandeezy    |
| 2020 | Alle Zeit der Welt      | Emilio Sakraya              |
| 2020 | Sage                    | Robert Wunsch               |
| 2020 | Roter Sand              | Sebastian Mowka, Benni Zech |
| 2020 | Raus                    |                             |
| 2020 | Find ich Dich           | Emilio Sakraya              |
| 2020 | Touché                  | Marvin Litwak               |
| 2020 | Panik                   | Daniel Asamoah              |
| 2020 | Kartons & Fragen        | Xandi Kindermann            |
| 2021 | Winter                  | Marvin Litwak               |
| 2021 | Danke                   | Jonas Vahl                  |
| 2022 | Lang nicht vorbei       | Marvin Litwak               |
| 2022 | Warum                   | Amin Oussar                 |
| 2022 | Ausmacht                | Lea Thurner                 |
| 2022 | Falsches Signal         | Xandi Kindermann            |
| 2022 | Suchen soll             | Xandi Kindermann            |
| 2023 | Regen                   | Jakub Rzucidlo              |
| 2023 | Cacio e Pepe            | Pierre Beecroft             |
| 2024 | Niemand                 | Felix Aaron                 |
| 2024 | Strawberry Eyes         | Grotesk.Group               |

## Sonderveröffentlichungen

### Alben
| Jahr | Titel Musiklabel                                                  | Anmerkungen                                            |
| ---- | ----------------------------------------------------------------- | ------------------------------------------------------ |
| 2024 | Emilio bei Sing meinen Song, Vol. 11 Music for Millions (Tonpool) | Erstveröffentlichung: 17. Mai 2024 Mini-TV-Kompilation |

### Lieder
| Jahr | Titel Album                                                                               | Anmerkungen                                                      |
| ---- | ----------------------------------------------------------------------------------------- | ---------------------------------------------------------------- |
| 2018 | Liebe People Bibi & Tina Star-Edition: Die "Best-Of"-Hits der Soundtracks neu Vertont!    | Erstveröffentlichung: 28. September 2018 mit Ina Müller          |
| 2018 | No Risk, No Fun Bibi & Tina Star-Edition: Die "Best-Of"-Hits der Soundtracks neu Vertont! | Erstveröffentlichung: 28. September 2018 mit Lina Larissa Strahl |
| 2024 | 1994 Sing meinen Song – Das Tauschkonzert, Vol. 11                                        | Erstveröffentlichung: 17. Mai 2024 Original: Eko Fresh           |
| 2024 | Be Here in the Morning Sing meinen Song – Das Tauschkonzert, Vol. 11                      | Erstveröffentlichung: 17. Mai 2024 Original: Joy Denalane        |
| 2024 | Bisschen allein Sing meinen Song – Das Tauschkonzert, Vol. 11                             | Erstveröffentlichung: 17. Mai 2024 mit Eko Fresh                 |
| 2024 | Feuer Sing meinen Song – Das Tauschkonzert, Vol. 11                                       | Erstveröffentlichung: 17. Mai 2024 mit Tim Bendzko               |
| 2024 | Nessaja Sing meinen Song – Das Tauschkonzert, Vol. 11                                     | Erstveröffentlichung: 17. Mai 2024 Original: Peter Maffay        |
| 2024 | Nur noch kurz die Welt retten Sing meinen Song – Das Tauschkonzert, Vol. 11               | Erstveröffentlichung: 17. Mai 2024 Original: Tim Bendzko         |
| 2024 | Wir beide (Immer so bleiben) Sing meinen Song – Das Tauschkonzert, Vol. 11                | Erstveröffentlichung: 17. Mai 2024 Original: Juli                |
| 2024 | Verdammte Stille Sing meinen Song – Das Tauschkonzert, Vol. 11                            | Erstveröffentlichung: 17. Mai 2024 Original: Broilers            |

| Jahr | Titel Soundtrack zu                        | Anmerkungen                                                     |
| ---- | ------------------------------------------ | --------------------------------------------------------------- |
| 2014 | Liebe People Bibi & Tina: Voll verhext!    | Erstveröffentlichung: 19. Dezember 2014 mit Ina Müller          |
| 2014 | No Risk, No Fun Bibi & Tina: Voll verhext! | Erstveröffentlichung: 19. Dezember 2014 mit Lina Larissa Strahl |

## Promoveröffentlichungen
| Jahr | Titel Album                                                                           | Anmerkungen                                                |
| ---- | ------------------------------------------------------------------------------------- | ---------------------------------------------------------- |
| 2024 | Wir beide (Immer so bleiben) Sing meinen Song – Das Tauschkonzert, Vol. 11 (Sampler)  | Erstveröffentlichung: 17. Mai 2024 Original: Juli          |
| 2024 | Nur noch kurz die Welt retten Sing meinen Song – Das Tauschkonzert, Vol. 11 (Sampler) | Erstveröffentlichung: 30. April 2024 Original: Tim Bendzko |
| 2024 | Verdammte Stille Sing meinen Song – Das Tauschkonzert, Vol. 11 (Sampler)              | Erstveröffentlichung: 7. Mai 2024 Original: Broilers       |
| 2024 | Nessaja Sing meinen Song – Das Tauschkonzert, Vol. 11 (Sampler)                       | Erstveröffentlichung: 15. Mai 2024 Original: Peter Maffay  |

## Statistik

### Chartauswertung
|                     | DE    | AT    | CH    |
| ------------------- | ----- | ----- | ----- |
| Nummer-eins-Alben   | DE—DE | AT—AT | CH—CH |
| Top-10-Alben        | DE1DE | AT—AT | CH—CH |
| Alben in den Charts | DE3DE | AT3AT | CH3CH |

|                       | DE    | AT    | CH    |
| --------------------- | ----- | ----- | ----- |
| Nummer-eins-Singles   | DE—DE | AT—AT | CH—CH |
| Top-10-Singles        | DE1DE | AT1AT | CH1CH |
| Singles in den Charts | DE2DE | AT1AT | CH1CH |

### Auszeichnungen für Musikverkäufe
Anmerkung: Auszeichnungen in Ländern aus den Charttabellen bzw. Chartboxen sind in ebendiesen zu finden.
| Land/RegionAuszeichnungen für Musikverkäufe (Land/Region, Auszeichnungen, Verkäufe, Quellen) | Gold     | Platin | Verkäufe | Quellen           |
| -------------------------------------------------------------------------------------------- | -------- | ------ | -------- | ----------------- |
| Deutschland (BVMI)                                                                           | Gold1    | —      | 200.000  | musikindustrie.de |
| Österreich (IFPI)                                                                            | Gold1    | —      | 15.000   | ifpi.at           |
| Schweiz (IFPI)                                                                               | Gold1    | —      | 10.000   | hitparade.ch      |
| Insgesamt                                                                                    | 3× Gold3 | —      |          |                   |